# 프톨레마이오스 10세 알렉산드로스 1세
프톨레마이오스 10세 알렉산드로스 1세(그리스어:Πτολεμαίος Ι' Αλέξανδρος, 영어:Ptolemy X Alexander I, 기원전 140년? － 기원전 88년는 고대 이집트 프톨레마이오스 왕조의 파라오이다. 아버지는 프톨레마이오스 8세 퓌스콘이고 어머니는 클레오파트라 3세이다. 형인 프톨레마이오스 9세 소테르 2세 라튀로스와 왕위를 놓고 다퉜다.

## 생애
기원전 116년 클레오파트라 3세는 남편이자 파라오인 퓌스콘이 죽은 뒤, 공동의 통치자로서 알렉산드로스를 지명하려고 했지만 알렉산드리아의 시민들이 장자인 라튀로스의 옹립을 요구했기 때문에, 어쩔 수 없이 파튀로스를 파라오로 삼았다. 그러나 라튀로스와 클레오파트라 3세의 대립은 깊어졌다. 기원전 110년 클레오파트라 3세는 라튀로스가 자신의 암살을 꾀하고 있다고 하여 그의 지위를 박탈하고 알렉산드로스를 다음의 파라오로 즉위시켰다.
그러나 알렉산드로스도 어머니와 대립하게 되어, 기원전 109년에는 자신도 파라오의 지위에서 폐위되고 다시 라튀로스가 등극하였다. 그러나 라튀로스는 2년뒤 또 다시 폐위되고, 기원전 107년에 다시 알렉산드로스가 파라오로 즉위 하는 등 혼란이 지속되었다. 결국 기원전 101년에 알렉산드로스는 어머니를 암살해 키프로스에서 궐기했던 라튀로스와 화해하고, 형의 딸인 베레니케 3세와 결혼했다.
기원전 88년에는 테베에서 반란이 발생하자 내분으로 소진된 군의 유지비를 조달하기 위해 알렉산드로스 대왕의 무덤을 도굴하였다. 이것이 사람들의 반감을 사 결국 암살당했으며 그 이후 라튀로스가 파라오로 복위하였다.

## 참조
- Ptolemy Soter II at LacusCurtius — (Chapter XI of E. R Bevan's House of Ptolemy, 1923)
- Ptolemy IX Lathyrus entry in historical sourcebook by Mahlon H. Smith
- Ptolemy IX (Soter) at Thebes 보관됨 2012-07-31 - 웨이백 머신 by Robert Ritner

| 전임 프톨레마이오스 9세 라튀로스 | 프톨레마이오스 왕조 프톨레마이오스 10세 알렉산드로스 (+클레오파트라 3세) 1차 기원전 110년 - 기원전 109년 | 후임 프톨레마이오스 9세 라튀로스 (+클레오파트라 3세) |

| 전임 프톨레마이오스 9세 라튀로스 (+클레오파트라 3세) | 프톨레마이오스 왕조 프톨레마이오스 10세 알렉산드로스 2차 기원전 107년 - 기원전 88년 | 후임 프톨레마이오스 9세 라튀로스 |